# Струміцьке поле
Струміцьке поле — рівнина, розташована в південно-східній частині Македонії. Це частина долини Струмиця-Радовіс і є найнижчим полем у долині. Поле оточене горами Елениця на заході, Беласиця на півдні та Ограздень на сході. На низовині простягаються муніципалітети Босилово, Василево, Ново Село та Струмиця. Центр рівнини — місто Струмиця. Поле є дуже родючим і багатим і дає високі врожаї ранніх овочевих культур завдяки вбудованим зрошувальним системам.